# (9195) 1992 OF9
1992 أو أف 9 (ويعرف أيضًا باسم (9195) 1992 أو أف 9 وفق تسمية الكوكب الصغير) (بالإنجليزية: 1992 OF9)‏ هو كويكب ضمن حزام الكويكبات؛ وترتيبه 9195 من حيث الاكتشاف.
اكتُشف هذا الجُرم الفلكي بواسطة Álvaro López-García ‏ في 26 يوليو 1992.

## وصلات خارجية
- (9195) 1992 OF9 في قاعدة بيانات مختبر الدفع النفاث لأجرام النظام الشمسي الصغيرة

- الاكتشاف · مخطط المدار ·  العناصر المدارية · المعلمات المادية

- (9195) 1992 OF9 على موقع ويكي سكاي: DSS2, SDSS, GALEX, IRAS, Hydrogen α, X-Ray, Astrophoto, Sky Map, Articles and images